# Amimes
Amimes is een kevergeslacht uit de familie van de boktorren (Cerambycidae). De wetenschappelijke naam van het geslacht werd voor het eerst geldig gepubliceerd in 1862 door Pascoe.

## Soorten
Amimes is monotypisch en omvat slechts de volgende soort:
- Amimes macilentus (Pascoe, 1858)